# Maurice Edu
Maurice Edu est un joueur international américain de soccer, né le 18 avril 1986 à Fontana en Californie. Il évolue au poste de milieu défensif.

## Biographie
Le 27 janvier 2014, il est prêté à l'Union de Philadelphie pour l'intégralité de la saison 2014, en bénéficiant du statut de joueur désigné.

## Palmarès

### En club
- Glasgow Rangers
  - Scottish League (3) : 2009, 2010, 2011
  - Scottish Cup (1) : 2009
  - Scottish League Cup (1) : 2010 et 2011

### En sélection
- Finaliste de la Gold Cup 2011

### Individuel
- MLS Rookie of the Year 2007

## Buts internationaux
|    | Date        | Lieu                                        | Adversaire | Résultat | Compétition  |
| -- | ----------- | ------------------------------------------- | ---------- | -------- | ------------ |
| 1. | 25 mai 2010 | Rentschler Field, East Hartford, États-Unis | Tchéquie   | 2-4      | Match amical |